# Galassia Nana dei Cani da Caccia II
La Galassia Nana dei Cani da Caccia II (CVn II) è una galassia nana sferoidale situata nell'omonima costellazione alla distanza di circa 520.000 anni luce dalla Terra.
È una galassia satellite della Via Lattea verso la quale si muove alla velocità di 129 km/s. Conseguentemente, fa parte del Gruppo Locale. Fu scoperta nel 2006, insieme ad altre galassie satellite, grazie ai dati ottenuto dallo Sloan Digital Sky Survey.
Tra le galassie satellite della Via Lattea, CVn II è una delle più piccole e deboli con una luminosità complessiva di circa 8.000 volte quella del Sole, quindi inferiore rispetto ad un tipico ammasso globulare. La massa di CVn II invece è stimata in circa 2,5 milioni di masse solari. Pertanto il rapporto massa/luminosità è circa 340 ed un valore così alto implica che CVn II è dominata dalla presenza di materia oscura.
La popolazione stellare è costituita prevalentemente da vecchie stelle con età di 12 miliardi di anni con una metallicità molto bassa, circa 150 volte meno del nostro Sole. Perciò, molto probabilmente, le stelle di CVn II sono tra le prime formatesi nell'Universo. Attualmente non si rilevano segni dell'attività di formazione stellare.
Non è stata rilevata la presenza di regioni H I, cosa che è risultata comune a tutte le galassie satellite della Via Lattea situate entro una distanza di circa 270 kpc. Bisogna tenere presente, tuttavia, che in tali condizioni non è possibile rilevare le regioni che abbiano una massa inferiore a 10.000 masse solari, mentre per le galassie poste oltre i 270 kpc si rilevano solitamente regioni H I con massa tra 100.000 e 100.000.000 di masse solari.